# 哈維鎮區 (堪薩斯州考利縣)
哈維鎮區（英語：Harvey Township）為美國堪薩斯州考利縣轄下的鎮區。2010年美国人口普查中該鎮區人口有94人。

## 地理
哈維鎮區涵蓋面積162.74平方（62.83平方英里），境內無城市。

### 墓園
根據美國地質調查局的資料，此鎮區擁有3座墓園：
- 格倫格勞斯墓園（Glen Grouse Cemetery）
- 芒特弗農墓園（Mount Vernon Cemetery）
- 廷伯克里克墓園（Timber Creek Cemetery）

### 溪流
通過此鎮區的溪流有：
- 弗格森溪（Ferguson Creek）
- 加德納斯支流（Gardners Branch）
- 古斯溪（Goose Creek）
- 賴利溪（Riley Creek）
- 瓦戈納溪（Wagoner Creek）

## 人口統計
根據2010年美國人口普查，哈維鎮區人口有94人，住房56戶，人口密度為0.58人/每平方公里。此鎮區居民之種族中，白人佔93.62%，非裔美國人佔0%，美洲原住民佔0%，亞裔美國人佔0%，太平洋島裔美國人佔0%，其他種族佔3.19%，混血種族則佔3.19%。而西班牙裔或拉丁裔美國人佔此鎮區人口的5.32%。

## 外部連結
- City-Data.com（页面存档备份，存于）